# Pinnigorgia perroteti
Pinnigorgia perroteti är en korallart som först beskrevs av Stiasny 1940.  Pinnigorgia perroteti ingår i släktet Pinnigorgia och familjen Gorgoniidae. Inga underarter finns listade i Catalogue of Life.